# متحف الطفل بمسقط
متحف الطفل متحف عُماني تم افتتاحه في 25 من ربيع الآخر 1411هـ الموافق 14 نوفمبر 1990م ضمن احتفال السلطنة بالعيد الوطني المجيد كمكرمة سامية من قابوس بن سعيد تضاف إلى سجل المكرمات العديدة التي نعم بها الطفل العماني في هذا العهد. ويعتبر متحف الطفل وسيلة حية لتبسيط العلوم والتكنولوجيا واستعراض مراحل تطورها وتطبيقاتها في المجالات المختلفة بالإضافة إلى عرض الاختراعات والوسائل الحديثة مما يتيح للزائر فرصة استيعاب وفهم الدور الحيوي الذي يلعبه العلم في حياة الإنسان.وتناسب معروضات المتحف جميع الأعمار لكنه يعطي اهتماما خاصا للأطفال جيل المستقبل وذلك بتوصيل المعلومة العلمية إليهم بطريقة مبسطة وسهلة.

## محتوى المتحف
يتكون المتحف من قاعتين منفصلتين على هيئة قبة كبيرة، القبة الأولى حيث توجد الأجهزة والمعروضات والقبة الثانية الصغرى تحتوي على المكاتب والمرافق الأخرى، وتتوزع أجهزة المتحف ومعروضاته على مساحة 2000م2 مقسمة إلى قسم العقل والحياة، وقسم الفيزياء ، وقسم رؤية الأشياء التي تختص بالعين المجردة وأهم الاختراعات التي حدثت في هذا المجال، وصالة العرض التي تختص بتقديم العروض العلمية المبسطة بالمشاركة مع زوار المتحف وعادة ما تقدم لطلبة المدارس.